# Nord-West
Nord-West, Frankfurt-Nord-West – 8. okręg administracyjny (Ortsbezirk) we Frankfurcie nad Menem, w kraju związkowym Hesja, w Niemczech. Liczy 31 707 mieszkańców (31 grudnia 2013) i ma powierzchnię 10,51 km². 

## Dzielnice
W skład okręgu wchodzą dwie dzielnice (Stadtteil): 
1. Heddernheim
2. Niederursel